# VP8
VP8(브이피 에잇)은 구글이 인수한 On2 테크놀로지스의 영상 코덱 중 하나이다.

## 개요
2010년 5월 19일, 구글 I/O에서 BSD 라이선스 형식의 특허 대응을 위해, 수정 라이선스로 오픈 소스 소프트웨어화한 다음 마트료시카(Matroska) 기반의 자체 포맷 WebM 함께 오픈 소스로 공개하였다. 이 라이선스는 GPL과의 호환성 문제가 지적되고 있었지만, 이후 라이선스를 바꿔 특허 조항을 삭제했기 때문에 문제가 해소되었다. 개발에는 Xiph.Org가 협력하고 있다.
구글은 유튜브에서 모든 동영상을 WebM으로 변환시킬 것을 표명했다. 또한, 모질라는 파이어폭스에서 WebM에 지원한다고 표명을 했으며, 어도비 시스템즈는 차기 어도비 플래시 출시판에서 VP8에 대응한다고 발표하였다.
구글은 VP8 기술을 이용한 정지 영상 포맷 WebP도 개발하여 공개하였다.

## 같이 보기
- HTML5
- WebP
- WebM